# Parodia scopa
Espèce
Statut de conservation UICN

 VU  : Vulnérable

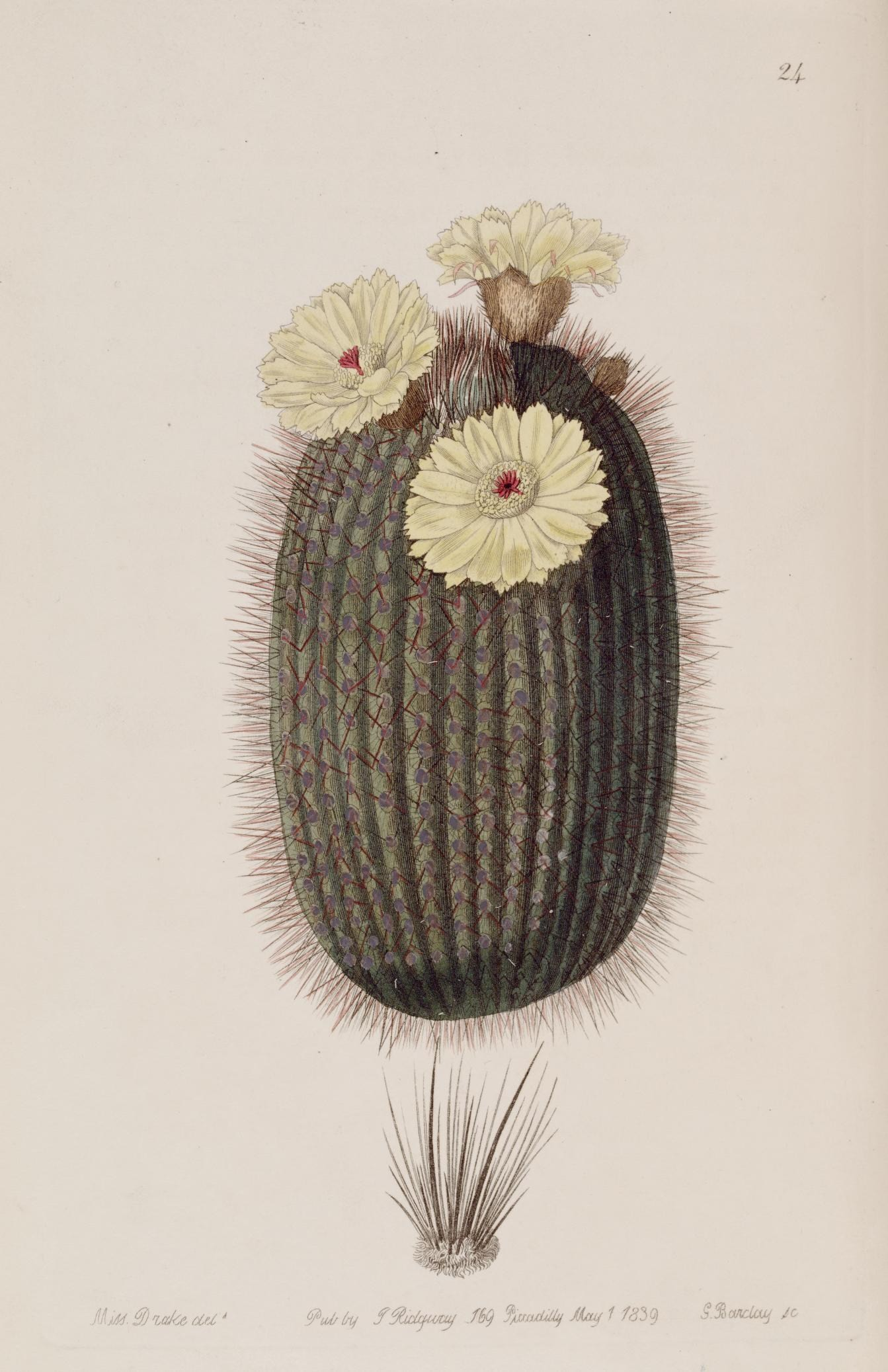

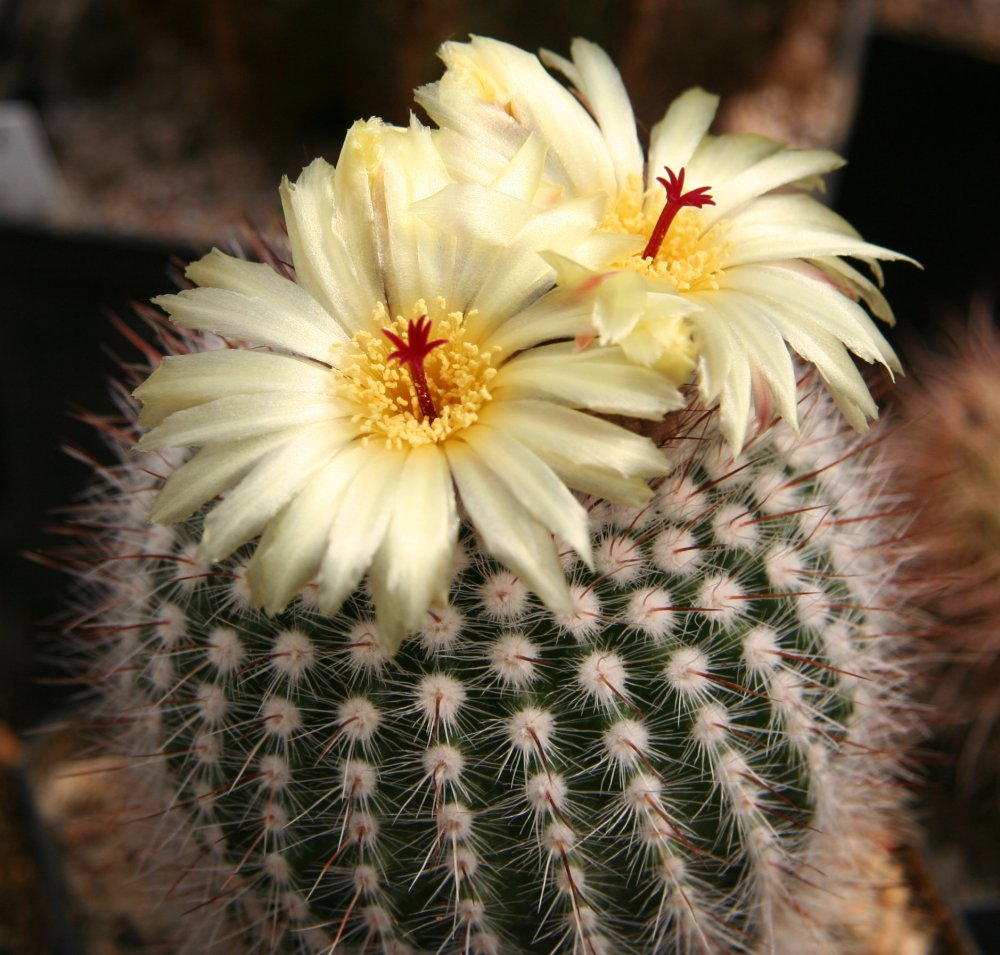
Floraison d'un jeune cactus.

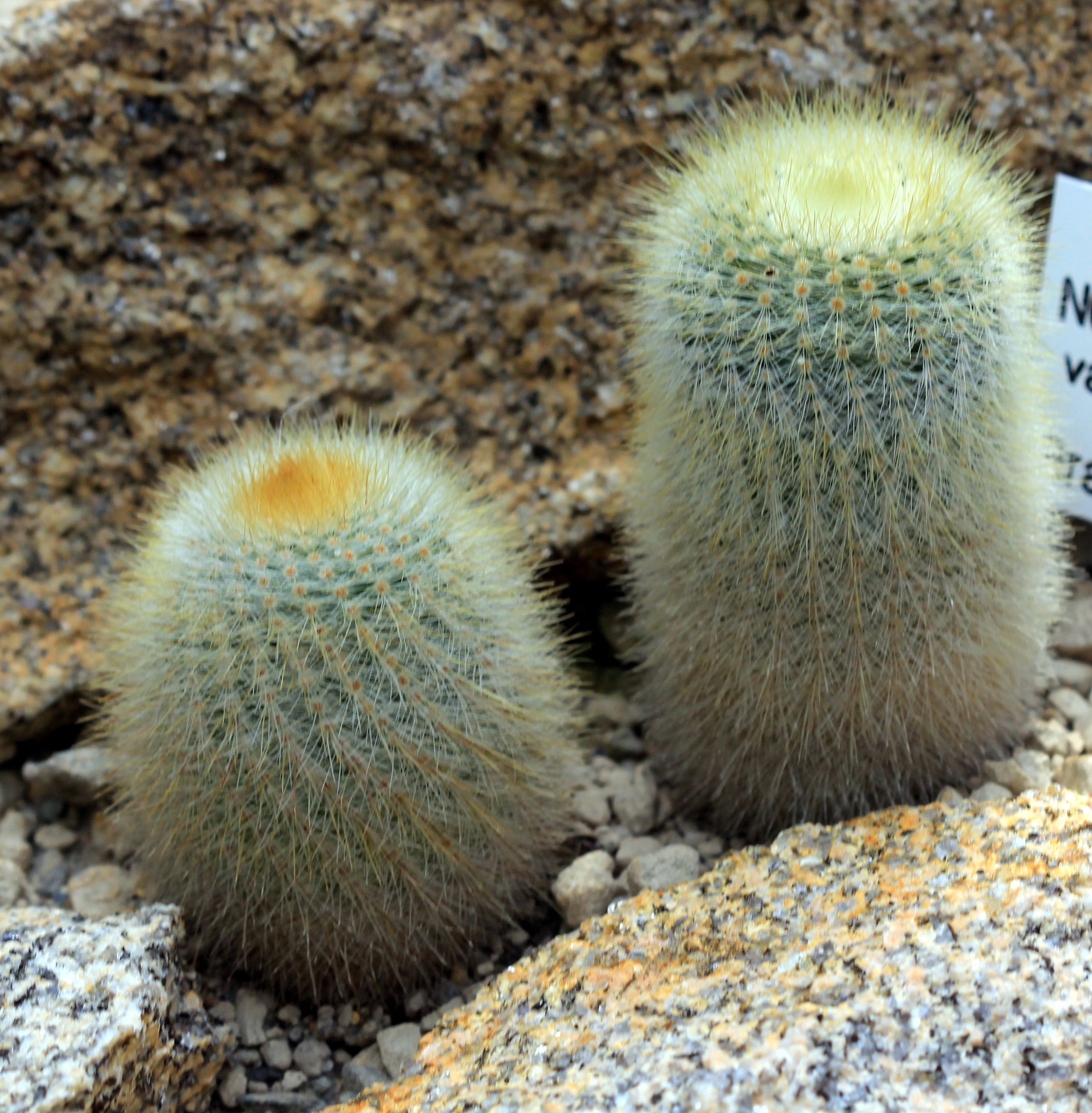
Plante plus agée.

Parodia scopa (syn. Notocactus scopa), le cactus boule d'argent, est une espèce de plante à fleurs de la famille des Cactaceae (les cactus), indigène dans les hautes terres du sud du Brésil et de l'Uruguay.

## Description
Il s'agit d'un cactus de petite taille poussant seul ou en groupe. Jeune, il est en forme de boule, puis en vieillissant en forme de cylindre atteignant 50 cm de hauteur sur 10 cm de largeur. Les côtes nombreuses (entre 25 et 40) portent des aréoles munies d'épines radiales blanches avec une pointe rouge. Les fleurs sont jaunes pâles et apparaissent en été,.

## Dénomination
L'épithète spécifique « scopa » signifie « balai » et fait référence aux longues épines. L'espèce a été transférée de « Notocactus » à « Parodia » en 1997 par David Hunt.

## Culture
En culture, il commence à souffrir à une température inférieure à 10 C°, donc dans les régions tempérées, il doit être cultivé sous serre ou comme plante d'intérieur.
La sous-espèce P. scopa subsp. scopa a remporté le Prix du mérite du jardin de la Royal Horticultural Society,.